# کاپو (فیلم ۱۹۶۰)
کاپو (انگلیسی: Kapo) (تلفظ ایتالیایی: [kaˈpɔ]) فیلمی ایتالیایی دربارهٔ هولوکاست به کارگردانی جیلو پونته‌کوروو است. این فیلم نامزد جایزه اسکار بهترین فیلم خارجی زبان شد. این فیلم محصول مشترک ایتالیا-فرانسه بود که در یوگسلاوی فیلمبرداری شد.